# Sallingsund Kommune
Sallingsund Kommune i Viborg Amt blev dannet ved kommunalreformen i 1970. Ved strukturreformen i 2007 blev den indlemmet i Skive Kommune sammen med Sundsøre Kommune og Spøttrup Kommune.

## Tidligere kommuner
Sallingsund Kommune blev dannet ved sammenlægning af 5 sognekommuner (Roslev-Rybjerg Kommune var i 1924 delt i Roslev Kommune med stationsbyen Roslev og Rybjerg Kommune, der var en ren landkommune):
| Kommune           | Folketal 1. januar 1970 | Byer     |
| ----------------- | ----------------------- | -------- |
| Durup-Tøndering   | 1.459                   | Durup    |
| Hjerk-Harre       | 988                     |          |
| Nautrup-Sæby-Vile | 1.887                   | Glyngøre |
| Roslev            | 1.265                   | Roslev   |
| Rybjerg           | 327                     |          |
| I alt             | 5.926                   |          |

Ved kommunesammenlægningen i 1970 blev faciliteterne fordelt mellem kommunens 3 stationsbyer, så rådhuset skulle placeres i Durup, mens skolerne i Glyngøre og Roslev skulle beholde deres ældste klasser. Hjerk-Harre Skole var kommunens mindste skole.

## Sogne
Sallingsund Kommune bestod af følgende sogne:
- Durup Sogn (Harre Herred)
- Glyngøre Sogn (Harre Herred)
- Harre Sogn (Harre Herred)
- Hjerk Sogn (Harre Herred)
- Nautrup Sogn (Harre Herred)
- Roslev Sogn (Harre Herred og Nørre Herred)
- Rybjerg Sogn (Nørre Herred)
- Sæby Sogn (Harre Herred)
- Tøndering Sogn (Harre Herred)
- Vile Sogn (Harre Herred)

## Borgmestre[2]
| Periode   | Navn                  | Parti             |
| --------- | --------------------- | ----------------- |
| 1970-1982 | Frode V. Søndergaard  | Lokalliste        |
| 1982-1985 | Folmer Andersen       | Lokalliste        |
| 1985-1986 | Hans Jørgen Sørensen  | Lokalliste        |
| 1986-1990 | Asbjørn Thomsen       | Socialdemokratiet |
| 1990-2001 | Erik Krogh Kristensen | Venstre           |
| 2002-2007 | Jens Jørgen Justesen  | Venstre           |

## Rådhus
Sallingsund Kommunes rådhus lå på Anlægsgade 34 i Durup. I 2013 blev det solgt til en bygmester, der ville ombygge det til boliger og udtalte: "Rådhuset er så flot i sig selv, at vi ikke har tænkt os at ændre på det." Men noget gik galt, for nu står huset tomt og forfaldent.